# میدان هاشمیه (اردن)

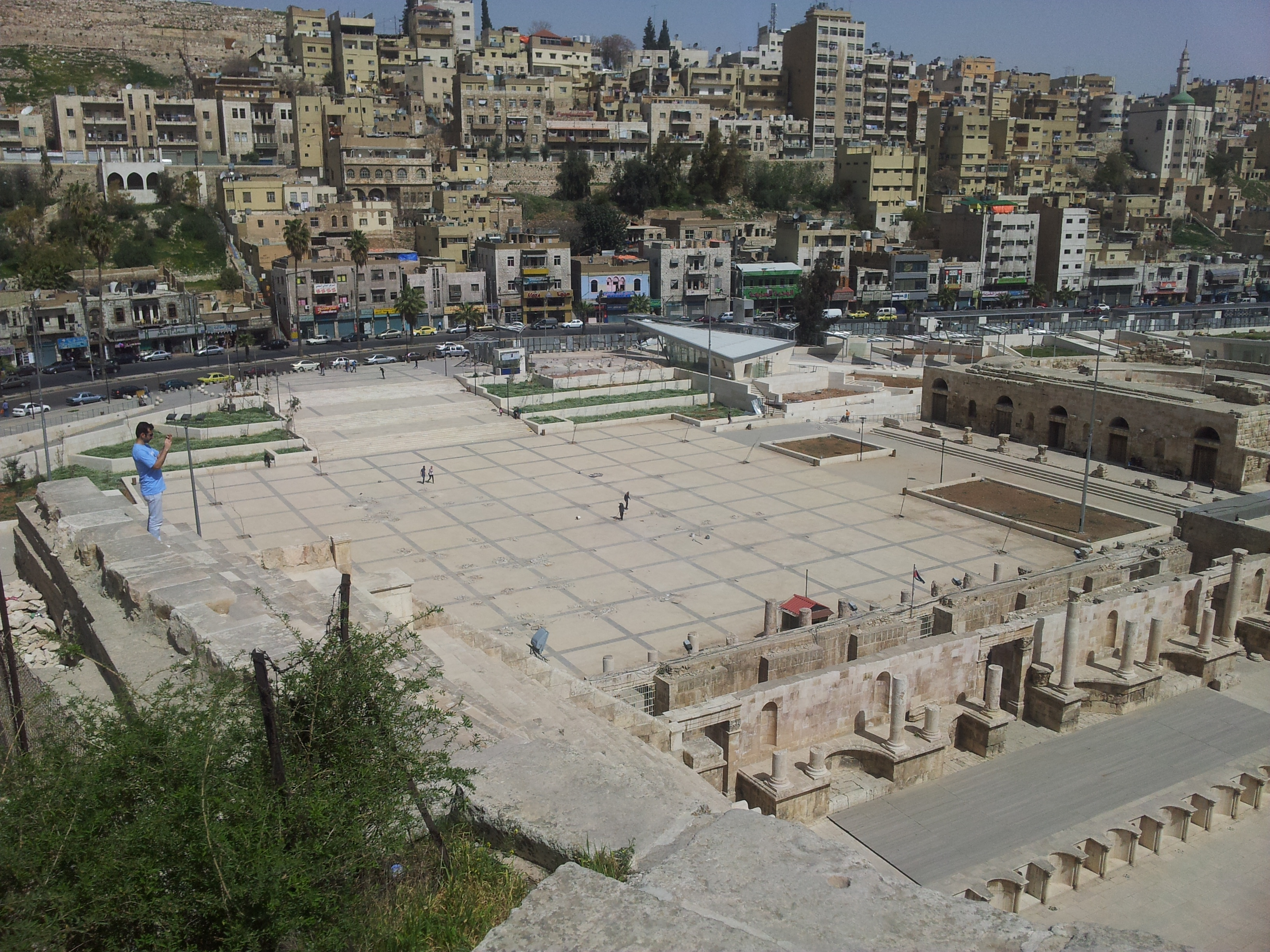

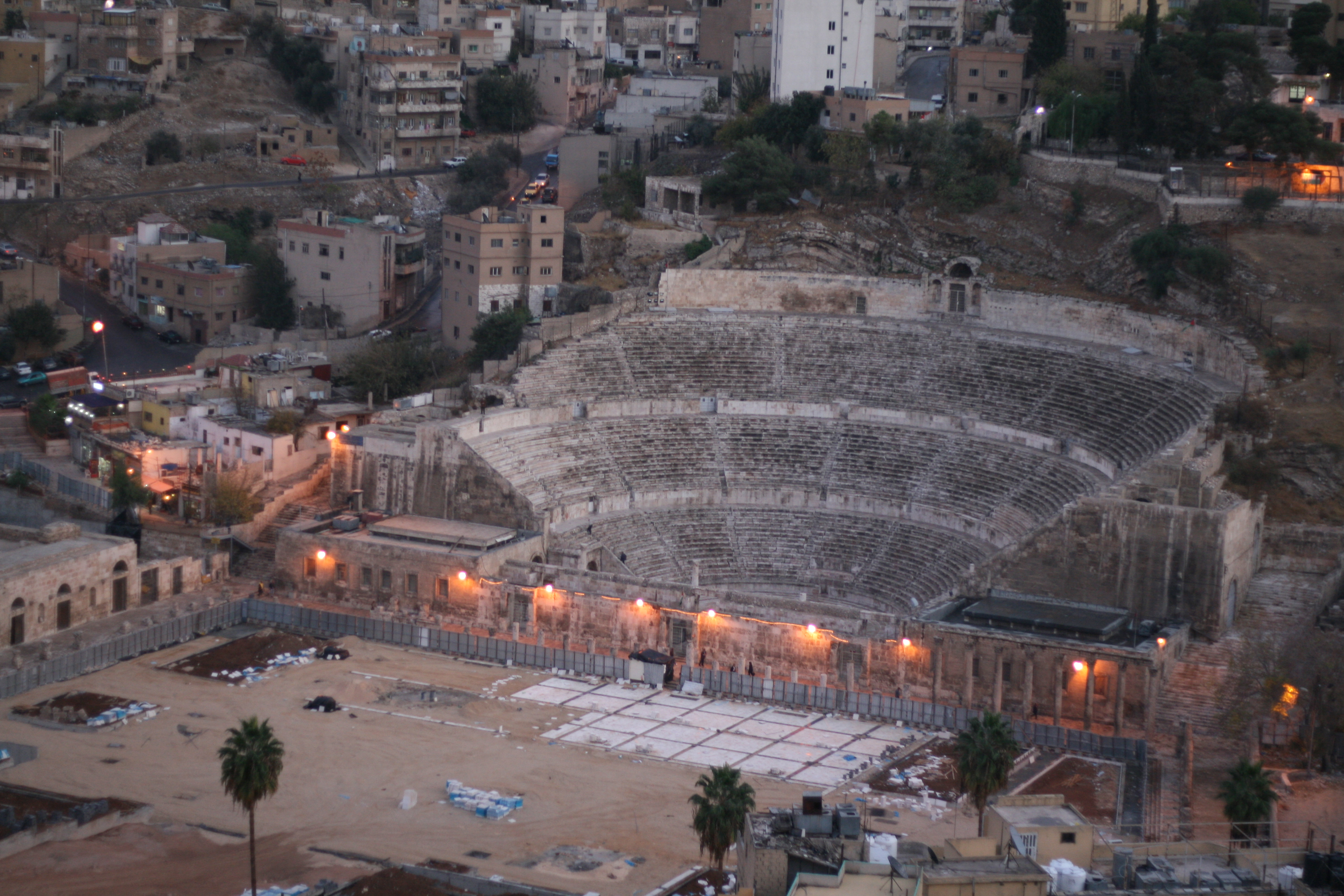

میدان هاشمیه (عربی: الساحة الهاشمية) در قسمت شرقی شهر امان، اردن در یک مکان میانی در نزدیکی آمفی تئاتر در سال ۱۹۸۶ با مساحتی حدود. ۵۰۰۰۰ متر مربع به عنوان مکانی برای جشن‌های مردمی تأسیس شد. وجود انواع رستورانها و کافه‌ها چهره این میدان را از دیگر نقاط شهر متمایز کرده‌است.

## نبرد کرامه
جشن اولین پیروزی اعراب و اردن بر اسرائیل در سال ۱۹۶۸، پس از پیروزی ارتش اردن در نبرد کرامه برابر اسرائیل و غنیمت‌هایی که اردن بدست آورد، در این میدان برگزار شد.

## امکانات میدان
گذرگاه‌های بادبان دریایی و چشمه‌های رقصنده: یک راهرو پوشیده از موزائیک رنگی که چشمه‌های رقصنده اطراف آن قرار گرفته‌اند. این راهرو از بالا با چترهای فلزی با طرح‌های امروز پوشیده شده که سایه خود را روی هر دو طرف باغ، فضای سبز و گل‌ها می‌گستراند.
- سن اصلی جشن: در سالن آمفی تئاتر با مساحت ۴۰۰۰ متر مربع است که میزبان برنامه‌ها و جشن‌های محبوب ملی است.
- ساختمان رسانه‌ای به مساحت ۶۰۰ متر مربع:

1. طبقه همکف: دفاتر مدیریت و نگهداری حیاط علاوه بر خدمات عمومی (توالت).
2. طبقه اول: کافه سرپوشیده با ایوانی با چشم‌انداز خیره کننده از کوه قلعه و مرکز شهر.

- دیوار رسانه اعلانات: شامل صفحه نمایش ۳۷ متری برای نمایش مستندها، آگهی‌های گردشگری مربوط به امان، علاوه بر پخش مستقیم برنامه‌های آمفی تئاتر.
- تالار سایه‌دار (کولوناد): این راهرو پوشیده از چترهای فلزی به طول ۱۱۰ متر و عرض ۴ متر و پیاده‌رویی در کنار خیابان هاشمی است.
- گرانیت شیشه‌ای (غرفه‌ها): این یک تأسیسات مدرن شیشه‌ای با مساحت (۷۸ متر مربع)، شامل کافه‌ها و یک مرکز خدمات بازدیدکنندگان است.
- فضای سبز (چمنزارهای سبز): متشکل از استخرهای کشاورزی و بالای آن صندلی‌های در کنار استخر برای بازدید کنندگان و اطراف آن گیاهان و درختان محلی
- پلیس گردشگری: این مکان با نیروهای امنیتی و حفاظتی و راهنمای بازدیدکنندگان که با یک سیستم نظارتی با دوربین‌های مدار بسته از آنها پشتیبانی می‌کنند.